# ديف ميلر (لاعب كرة قدم)
ديف ميلر (بالإنجليزية: Dave Miller)‏ (8 يناير 1964 في المملكة المتحدة - ) هو لاعب كرة قدم بريطاني في مركز الدفاع. لعب مع بريستون نورث إيند وستوكبورت كونتي ونادي بيرنلي ونادي ترانمير روفرز لكرة القدم ونادي كارلايل يونايتد ونادي كرو ألكساندرا وويغان أتلتيك ونادي موركامب وColne Dynamoes F.C. ‏.

## وصلات خارجية
- ديف ميلر على موقع قاعدة بيانات كرة القدم.إي يو (الإنجليزية)
- ديف ميلر على موقع Soccerbase.com (لاعب) (الإنجليزية)